# Bundesstraße 94
Pour les articles homonymes, voir B94 et Route 94.
La Bundesstraße 94 (abrégé en B 94) est une Bundesstraße reliant Schleiz à Rodewisch.

## Localités traversées
- Schleiz
- Zeulenroda-Triebes
- Greiz
- Reichenbach im Vogtland
- Lengenfeld
- Rodewisch